# Susceptibilidad electromagnética
La susceptibilidad electromagnética (en inglés: electromagnetic susceptibility], o EMS') es la incapacidad de un sistema para funcionar sin degradación en presencia de una perturbación electromagnética. Una alta susceptibilidad electromagnética indica alta sensibilidad a los campos electromagnéticos.
- Datos: Q6136410